# سنت ماری کرای
longitudeسنت ماری کرایlatitudeسنت ماری کرای
سنت ماری کرای (به انگلیسی: St Mary Cray) یک منطقهٔ مسکونی در انگلستان است که در لندن واقع شده‌است.